# Adrian Bell
Adrian Bell (* um 1950) ist ein nordirischer Badmintonspieler. 

## Karriere
Adrian Bell wurde 1973 erstmals nationaler Meister in Irland. Vier weitere Titelgewinne folgten bis 1976. 1972 und 1973 siegte er bei den Irish Open.

## Sportliche Erfolge
| Saison | Veranstaltung                 | Disziplin    | Platz | Name                          |
| ------ | ----------------------------- | ------------ | ----- | ----------------------------- |
| 1972   | Irish Open                    | Herrendoppel | 1     | Adrian Bell / Peter Moore     |
| 1973   | Irish Open                    | Mixed        | 1     | Adrian Bell / Barbara Beckett |
| 1973   | Irish Open                    | Herrendoppel | 1     | Adrian Bell / Colin Bell      |
| 1973   | Irland: Einzelmeisterschaften | Mixed        | 1     | Adrian Bell / Barbara Beckett |
| 1974   | Irland: Einzelmeisterschaften | Mixed        | 1     | Adrian Bell / Barbara Beckett |
| 1975   | Irland: Einzelmeisterschaften | Herrendoppel | 1     | Adrian Bell / Colin Bell      |
| 1976   | Irland: Einzelmeisterschaften | Herreneinzel | 1     | Adrian Bell                   |
| 1976   | Irland: Einzelmeisterschaften | Herrendoppel | 1     | Adrian Bell / Colin Bell      |
| 1980   | Berkshire Championships       | Herrendoppel | 1     | Adrian Bell / S. Bell         |